# Прери Хоум (Мисури)
Прери Хоум (енгл. Prairie Home) град је у америчкој савезној држави Мисури.

## Демографија
По попису из 2010. године број становника је 280, што је 60 (27,3%) становника више него 2000. године.
| Група             | 2000.       | 2010.       |
| Белци             | 208 (94,5%) | 275 (98,2%) |
| Афроамериканци    | 0 (0,0%)    | 1 (0,4%)    |
| Азијати           | 0 (0,0%)    | 1 (0,4%)    |
| Хиспаноамериканци | 3 (1,4%)    | 2 (0,7%)    |
| Укупно            | 220         | 280         |